# کریستوفر تالکین
کریستوفر تالکین (انگلیسی: Christopher Tolkien؛ زادهٔ ۲۱ نوامبر ۱۹۲۴ – درگذشتهٔ ۱۵ ژانویه ۲۰۲۰) ویراستاری و رمان‌نویس اهل بریتانیا بود. او پسر جی. آر. آر. تالکین بود که آثار وی را ویرایش و منتشر کرده بود.